# 宴會行動 (巴東)
宴會行動是第二次世界大戰期間的一次英國皇家海軍所發動的行動，由海軍少將克萊門特·穆迪指揮。該行動之目標是於1944年8月24日對印度尼西亞蘇門答臘西南海岸巴東及其周圍的日軍陣地進行空襲。

## 概述
參與宴會行動的艦艇包括勝利號航空母艦和不撓號航空母艦、豪號戰艦、兩艘巡洋艦、五艘驅逐艦及一艘潛艇。不撓號搭載了28架F6F地獄貓戰鬥機和28架梭魚式魚雷轟炸機。
這支艦隊於1944年8月19日從亭可馬里出發。
這支艦隊於8月24日清晨5:00抵達目的地，第一波艦載機攻擊包括20架梭魚式魚雷轟炸機（每艘航母10架）攜帶500磅炸彈及19架F4U海盜式戰鬥機護航。第二波艦載機攻擊於07:10發起，由12架梭魚式魚雷轟炸機（9架來自不撓號，3架來自勝利號）和12架F4U海盜式戰鬥機（來自勝利號）護航。
梭魚式魚雷轟炸機投彈的命中率很高。一架F4U海盜式戰鬥機被日軍的防空火力擊落。

## 結果
儘管英軍飛機進行了準確的轟炸，但這些目標被證明沒有什麼戰略價值。英軍飛行員也沒有獲得太多經驗，因為他們遇到的阻力微乎其微。唯一值得注意的成功是英軍飛機的航拍，取得了出色的效果。這次行動“標誌著英國人首次使用兩艘艦隊航空母艦進行雙波攻擊”。